# Hintertreppe
Hintertreppe er en tysk stumfilm fra 1921 af Leopold Jessner og Paul Leni.

## Medvirkende
- Fritz Kortner
- Henny Porten
- William Dieterle